# Буддийская ассоциация Гонконга
Буддийская ассоциация Гонконга — буддийская организация, созданная в 1945 году сразу после окончания японской оккупации Гонконга. Основатель и первый председатель преподобный Фат Хо. Нынешний председатель Ши Цзюэгуан (кант. Sik Kok Kwong).
Ассоциация занимается распространением учения Будды и участвует во многих благотворительных проектах.